# 안동휴게소
안동휴게소(安東休憩所 / Andong Service Area)는 경상북도 안동시 풍산읍 춘천방향 휴게소의 주소는 경상북도 안동시 풍산읍 풍산태사로 1903-27, 부산방면에 위치한 휴게소는 경상북도 안동시 풍산읍 풍산태사로 1913-40이다. 중앙고속도로의 휴게소이다. 양방향 휴게소가 존재한다.

### 시설 (춘천방향)
- 주차장
- 휴게소 내 편의시설 : 수유실
- 브랜드 매장: 이마트24, 로띠번
- 종합안내소
- 주유소 : EX-OIL, E1(LPG충전소)
- 아웃도어매장

### 시설 (부산방향)
- 주차장
- 휴게소 내 편의시설 : 수유실
- 종합안내소
- 브랜드 매장: 이마트24
- 종합안내소
- 내고장 특산물
- 주유소 : EX-OIL, E1 (LPG충전소)

## 전후
춘천 방향
- 남안동 나들목 ← 안동휴게소 ← 서안동 나들목
- 군위휴게소 ← 안동휴게소 ← 영주휴게소

부산 방향
- 남안동 나들목 → 안동휴게소 → 서안동 나들목
- 군위휴게소 → 안동휴게소 → 영주휴게소